# 大石智久
大石 智久 (おおいし としひさ、? - 17世紀初め）は、安土桃山時代から江戸時代初めにかけての武将。通称は荒河介（荒川助）。初代対馬藩主・宗義智の家臣。

## 生涯
大石瀧之介調信（または大石又三郎）の子として生まれる。大石氏は惟宗氏の末裔で、佐護大石原に住んだ彦五郎の時に大石氏を称したという。
天正19年（1591年）2月22日、主君・宗義智より一字拝領し、荒川助（荒河介）智久を名乗った。
文禄の役には、弟・源左衛門智正と共に参戦した。「朝鮮御陣御供人数覚」では、大石党上下38人の筆頭に智久の名が挙げられており、智久は朝鮮に出陣した大石党の主将であった。
天正20年（文禄元年、1592年）4月27日の忠州における戦いの際は、敵の矢に進路を阻まれる中、鎌槍を手に進んで、敵の首3級を獲った（忠州の戦い）。
文禄2年（1593年）1月、日本軍が籠もる平壌城が明軍に包囲された際、智久は敵兵50余人を斬ったという。日本軍が平壌から撤退するのに当たっては、敵が雨のように矢を放つ中、智久は鎧兜を脱いで櫓に上って敵の様子をうかがい、味方にそれを伝えた。これにより小西行長からその勇を賞された。
この他、山猟の際に人々の前で虎と組み合うなど、数々の手柄を立てたという。虎については、弟・智正と共に仕留めたとされる。
慶長元年（1596年）9月には、文禄の役の功により佐護湊に領地を与えられている。慶長6年（1601年）9月、佐護郡を与えられ、佐護郡代となった。
「大石氏家譜」断簡によると、慶長年間に死去した。墓は、明治維新の頃に廃絶したとみられる泊船庵（泊舩庵）の跡地にある。